# Trophée Ivan-Tennant
Le trophée Ivan-Tennant est un trophée de hockey sur glace récompensant chaque année le joueur de la Ligue de hockey de l'Ontario possédant les meilleurs résultats scolaires. Il a été créé en l'honneur d'Ivan Tennant, un ancien éducateur des Rangers de Kitchener qui a travaillé pour développer le niveau scolaire des joueurs de la ligue pendant une vingtaine d'années. Le trophée a été remis pour la première fois en 2005.

## Palmarès
- 2004-2005 – Matt Pelech, Sting de Sarnia
- 2005-2006 – Joe Pleckaitis, 67's d'Ottawa
- 2006-2007 – Andrew Shorkey, Attack d'Owen Sound
- 2007-2008 – Alex Friesen, IceDogs de Niagara
- 2008-2009 – Freddie Hamilton, IceDogs de Niagara
- 2009-2010 – Dougie Hamilton, IceDogs de Niagara
- 2010-2011 – Andrew D'Agostini, Petes de Peterborough
- 2011-2012 – Adam Pelech, Otters d'Érié
- 2012-2013 – Connor Burgess, Wolves de Sudbury
- 2013-2014 – Adam Craievich, Storm de Guelph
- 2014-2015 – Stephen Dhillon, IceDogs de Niagara
- 2015-2016 – Kyle Keyser, Firebirds de Flint
- 2016-2017 – Quinn Hanna, Storm de Guelph
- 2017-2018 – Mack Guzda, Attack d'Owen Sound
- 2018-2019 – Mack Guzda, Attack d'Owen Sound et Zack Terry, Storm de Guelph
- 2019-2020 – Logan LeSage, Attack d'Owen Sound
- 2020-2021 – Lawson Sherk, Bulldogs de Hamilton
- 2021-2022 – Cal Uens, Attack d'Owen Sound
- 2022-2023 – George Alboim, Otters d'Érié et Ethay Hay, Firebirds de Flint
- 2023-2024 – Carter George, Attack d'Owen Sound